# 翰森製藥
翰森製藥集團有限公司，簡稱翰森製藥集團和翰森製藥（英語：Hansoh Pharmaceutical Group Company Limited，港交所：3692），在1995年，由主席鍾慧娟（孙飘扬配偶），於總部江蘇連雲港市，創立名為「江蘇豪森葯業集團有限公司」。業務在中國內地經營生產和銷售各種類別藥物。
股份在2019年6月14日於港交所主板上市。全球發售定價為13.06至14.26港元之間，發售股份數目為5.51億股股份，集資額為78.61億港元，主要機構投資者包括GIC在內的9名家基礎投資者，合共認購約3.28億美元等值股份。

## 外部連結
- 翰森制药 （页面存档备份，存于）
- 豪森药业 （页面存档备份，存于）